# 如意自在 (漫画家)
如意自在（にょいじざい）は、日本の漫画家、イラストレーター。男性。代表作は『はるかなレシーブ』。

## 来歴・人物
高校時代は美術部に所属しており、油絵を描いていた。イラストを始めたきっかけは、あるゲームにはまり、その登場キャラを描きたいと思ったことだという。
同人誌即売会であるコミックマーケットに初めてサークル参加をしたのは2010年12月で、その当時は上手く絵が描けず、最初のころは行きたくなかったほどだと語っている。主な使用ペイントツールはSurface ProとSAIであり、最初は同人誌即売会当日で早く絵を描く練習としていたが、2014年3月現在ではデスクの上で使用するほど自身の手に馴染んでいるという。
2015年、『まんがタイムきららフォワード』（芳文社）にて10月号より、ビーチバレーを題材にした『はるかなレシーブ』の連載を開始。同作で漫画家としてデビューを果たす。同作は人気となり、2018年にテレビアニメ化された。
2020年、『コミックDAYS』（講談社）にて8月1日よりポールダンスを題材とした『シルバーポールフラワーズ』の連載を開始。2025年、同サイトにて4月8日より女性アスリートを描いた『シンデレラアスリーツ』の連載を開始。

## 作品リスト

### 漫画作品

#### 連載
- はるかなレシーブ（『まんがタイムきららフォワード』2015年10月号[4] - 2020年11月号[8]）
- シルバーポールフラワーズ（『コミックDAYS』2020年8月1日[6] - 2021年6月5日[9]）
- リ・ペア この世界は持続可能ですか？（『モーニング・ツー』2022年11号[10] - 2023年12月21日[11]）
- サキュバス課の真面目なピュアさん（『コミックDAYS』2023年1月8日[12] - 2023年10月29日[13]）
- シンデレラアスリーツ（『コミックDAYS』2025年4月8日[7] - ）

#### 読み切り
- 金辻さんは泳げない（『週刊ヤングジャンプ増刊 ヤングジャンプヒロイン』、2021年[14]）
- 節約戦士たきなさん（原作：Spider Lily、『リコリス・リコイル 公式コミックアンソロジー リピート』、2022年） - 『リコリス・リコイル』のアンソロジー寄稿作品[15]。

### 書籍
- 『はるかなレシーブ』、芳文社〈まんがタイムKRコミックスフォワードシリーズ〉2016年 - 2020年[8]、全10巻
- 『シルバーポールフラワーズ』、講談社〈モーニングKC〉2020年[16] - 2021年、全3巻
- 『リ・ペア この世界は持続可能ですか？』、講談社〈モーニングKC〉2023年 - 2024年、全2巻
  1. 2023年5月23日発売[17][18]、ISBN 978-4-06-531630-6
  2. 2024年2月22日発売[19]、ISBN 978-4-06-534655-6
- 『サキュバス課の真面目なピュアさん』、講談社〈モーニングKC〉2023年、全3巻
  1. 2023年5月23日発売[17][20]、ISBN 978-4-06-531629-0
  2. 2023年7月12日発売[21]、ISBN 978-4-06-532435-6
  3. 2023年12月13日発売[22]、ISBN 978-4-06-533973-2
- 『シンデレラアスリーツ』、講談社〈モーニングKC〉2025年 - 、既刊1巻（2025年6月11日現在）
  1. 2025年6月11日発売[23][24]、ISBN 978-4-06-540334-1

### その他
- きららファンタジア（ゲーム、2017年）キャラクターデザイン、監修
- きんいろモザイクThank you!!（劇場アニメ、2021年）応援コメント[25]